# هيكتور ريال
هيكتور ريال (بالإسبانية: Héctor Rial)‏ مواليد 14 أكتوبر 1928 في بيريغامنيو، الأرجنتين - الوفاة 24 فبراير 1991، كان لاعب ومدرب كرة قدم أرجنتيني سابق وكان يلعب كمهاجم.

## المسيرة الاحترافية

### أندية لعب لها
- نادي سان لورينزو
- نادي إنديابنتي سانتا فيه
- ناسيونال مونتيفيديو
- ريال مدريد
- إسبانيول
- أولمبيك مارسيليا

## روابط خارجية
- هيكتور ريال على موقع الاتحاد الأوربي (الإنجليزية)
- هيكتور ريال على موقع قاعدة بيانات كرة القدم.إي يو (الإنجليزية)
- هيكتور ريال على موقع ناشيونال فوتبول تيمز (الإنجليزية)
- هيكتور ريال على موقع عالم كرة القدم.نت (الإنجليزية)